# حمام دمشقي
الحَمَام الدمشقيّ كما يعرف بالحمام الإسطنبوليّ هي سلالة من الحمام الفاخر تم تطويرها على مدى سنوات عديدة بطريقة الاصطفاء الاصطناعي. الحمام الدمشقي والأنواع الأخرى من الحمام المستأنس، جميعهم من نسل الحمام الطوراني يُعتقد أن السلالة نشأت في دمشق في سوريا ومن هنا جاء اسمها.

## روابط خارجية
Pigeonpedia - Damascene Pigeon Breed Guide